# Spanje op het Eurovisiesongfestival 2000
Spanje nam deel aan het Eurovisiesongfestival 2000 in Stockholm (Zweden). Het was de 38ste deelname van het land aan het festival.

## Selectieprocedure
Men koos ervoor om 15 liedjes intern te selecteren en daarna een nationale finale te houden om de winnaar aan te duiden.
Het was de eerste nationale finale sinds 1976 en werd gehouden in Madrid.
De winnaar werd gekozen door 19 regionale jury's, die 1 tot 10 punten mochten geven en er was ook televoting.
| Volgorde | Lied                       | Artiest                        | Punten | Plaats |
| -------- | -------------------------- | ------------------------------ | ------ | ------ |
| 1        | "Sueño su boca"            | Raúl                           | 152    | 2      |
| 2        | "Ni colores ni fronteras"  | Anabel Conde & David Domínguez | 83     | 4      |
| 3        | "Sin fronteras"            | Alto Rango                     | 75     | 6      |
| 4        | "Suave"                    | Ángel Caramé                   | 45     | 11     |
| 5        | "Alcanzarás la luna"       | Alazán                         | 76     | 5      |
| 6        | "No quiero"                | Yago                           | 133    | 3      |
| 7        | "Si te vas"                | Olga Domínguez                 | 49     | 10     |
| 8        | "Buscaré"                  | Aguadulce                      | 20     | 14     |
| 9        | "Colgado de un sueño"      | Serafín Zubiri                 | 205    | 1      |
| 10       | "El reloj"                 | 20 Años de Cuna                | 23     | 12     |
| 11       | "Muy mujer"                | Manuel Bravo                   | 3      | 15     |
| 12       | "Mala racha"               | Sur S.A.                       | 22     | 13     |
| 13       | "Gotas de algodón"         | Myriam Fultz                   | 58     | 8      |
| 14       | "Bailando en la oscuridad" | Sito Abalos                    | 52     | 9      |
| 15       | "Dónde estabas"            | Dulce                          | 59     | 7      |

## In Stockholm
In Zweden moest Spanje optreden als dertiende, net na IJsland en voor Denemarken. Op het einde van de puntentelling hadden ze 18 punten verzameld, goed voor een achttiende plaats. 
Nederland en België hadden geen punten over voor deze inzending.

### Gekregen punten

#### Finale
| 12 punten  | 10 punten | 8 punten | 7 punten  | 6 punten      |
| ---------- | --------- | -------- | --------- | ------------- |
|            | - Cyprus  |          |           |               |
| 5 punten   | 4 punten  | 3 punten | 2 punten  | 1 punt        |
| - Roemenië |           |          | - Rusland | - Zwitserland |

### Punten gegeven door Spanje

#### Finale
Punten gegeven in de finale:
| 12 punten | Duitsland  |
| 10 punten | Denemarken |
| 8 punten  | Oostenrijk |
| 7 punten  | Letland    |
| 6 punten  | Zweden     |
| 5 punten  | Rusland    |
| 4 punten  | Nederland  |
| 3 punten  | Ierland    |
| 2 punten  | Kroatië    |
| 1 punt    | Malta      |

1961 · 1962 · 1963 · 1964 · 1965 · 1966 · 1967 · 1968 · 1969 · 1970 · 1971 · 1972 · 1973 · 1974 · 1975 · 1976 · 1977 · 1978 · 1979 · 1980 · 1981 · 1982 · 1983 · 1984 · 1985 · 1986 · 1987 · 1988 · 1989 · 1990 · 1991 · 1992 · 1993 · 1994 · 1995 · 1996 · 1997 · 1998 · 1999 · 2000 · 2001 · 2002 · 2003 · 2004 · 2005 · 2006 · 2007 · 2008 · 2009 · 2010 · 2011 · 2012 · 2013 · 2014 · 2015 · 2016 · 2017 · 2018 · 2019 · 2020 · 2021 · 2022 · 2023 · 2024 · 2025